# Pastoe
Pastoe è un'azienda manifatturiera olandese attiva dal 1913 nel campo del design e della produzione di mobili e arredi dalle linee minimaliste.

## Storia
La società a cui fa capo l'azienda fu fondata il 13 aprile 1913 a Utrecht, da Frits Loeb (1889-1959), con la ragione sociale di "UMS Pastoe bv". Il nome deriva da Pastoe, che vuol dire  "passepartout". Dopo la seconda guerra mondiale assunse la denominazione di UMS (Utrechtse Machinale Stoel- en Meubelfabriek).
Dal 1918, la sede della fabbrica è a Rotsoord, presso Utrecht. Lo stabilimento, oltre agli atelier di progettazione e alle linee di produzione, ospita anche lo showroom del marchio.

## Prodotti

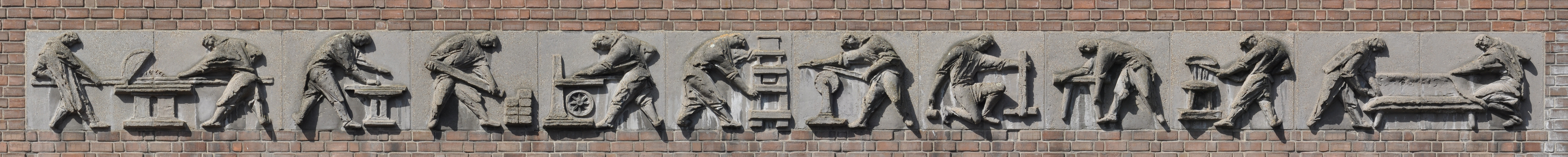
Bassorilievo realizzato da Jan van Luijn nel 1959.

La cifra stilistica degli oggetti di sua produzione è stata connotata, fin dall'inizio, da un minimalismo "ispirat[o] al funzionalismo dei primi del Novecento", con un design concepito in "forte relazione con l'architettura, per cui i mobili sono sempre stati visti come mediatori tra la scala architettonica e quella umana".
Tra i prodotti che ne hanno segnato l'evoluzione, i più noti sono le sedie di filo di acciaio della serie sm05, disegnate da Cees Braakman, gli armadi di Aldo van den Nieuwelaar, la serie di contenitori componibili Vision di Karel Boonzaaijere e Pierre Mazairac.

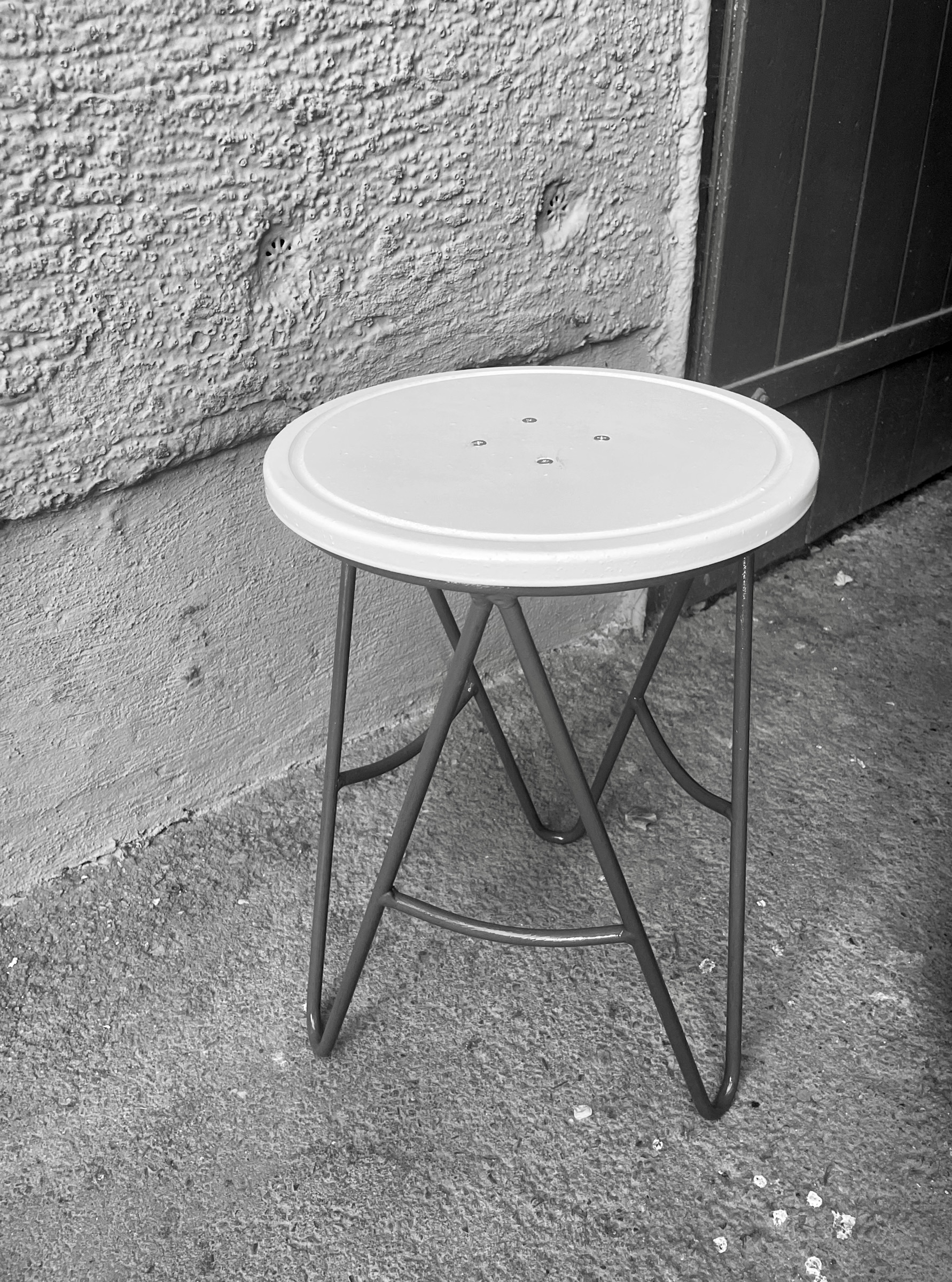
Sgabello AAA di Pastoe, serie Prototype, 1970, Utrecht, Olanda

Con Pastoe hanno lavorato anche progettisti e designer come Dick Bruna e Benno Premsela, fotografi come Ed van der Elsken e Cas Oorthuys e designer come Shirō Kuramata, Shigeru Uchida, Maarten van Severen, Vincent van Duysen.